# Marco Pichlmayer

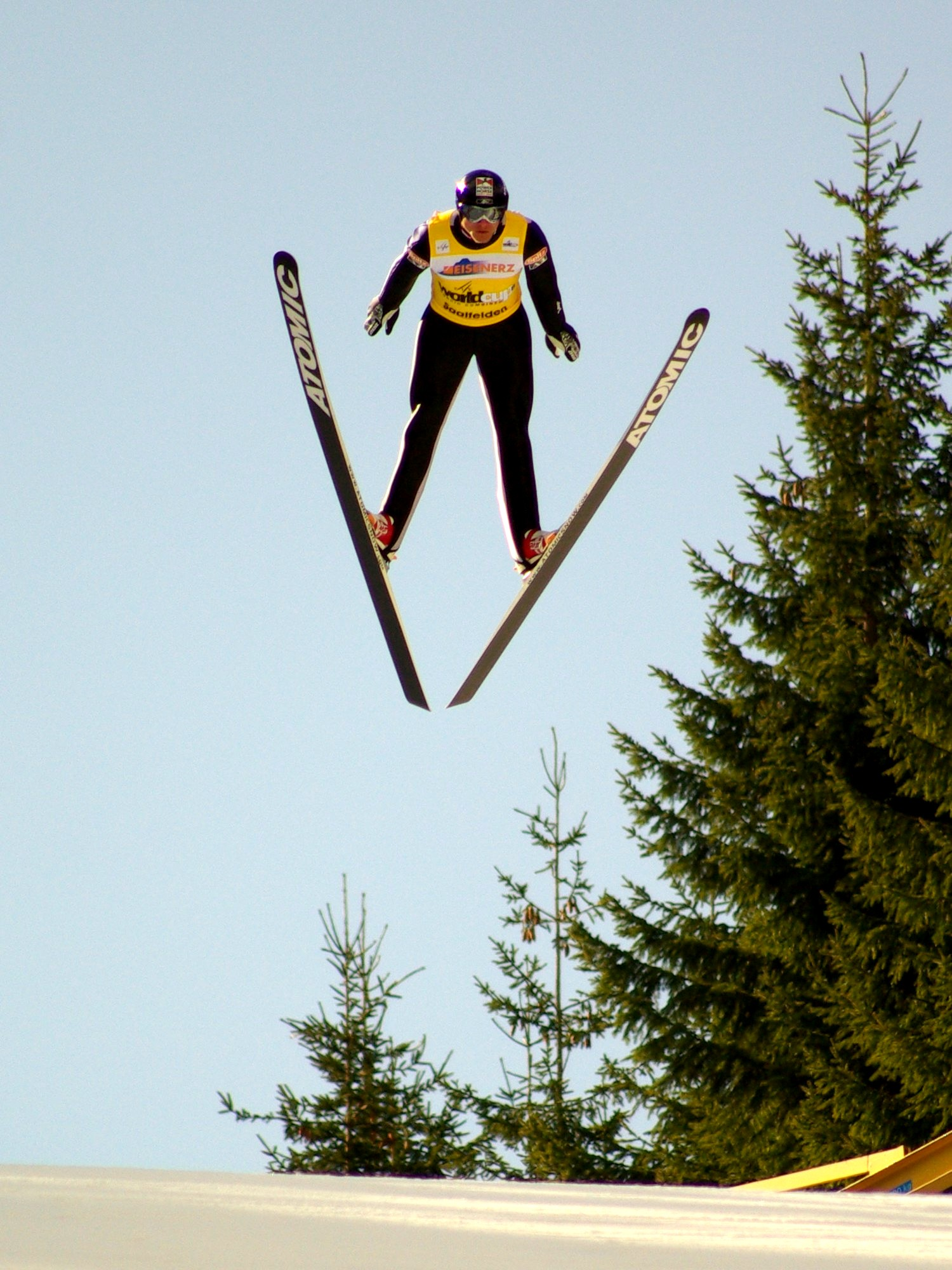
Marco Pichlmayer im Sprungbewerb der Nord. Kombination im B-Weltcup in Eisenerz 2008.

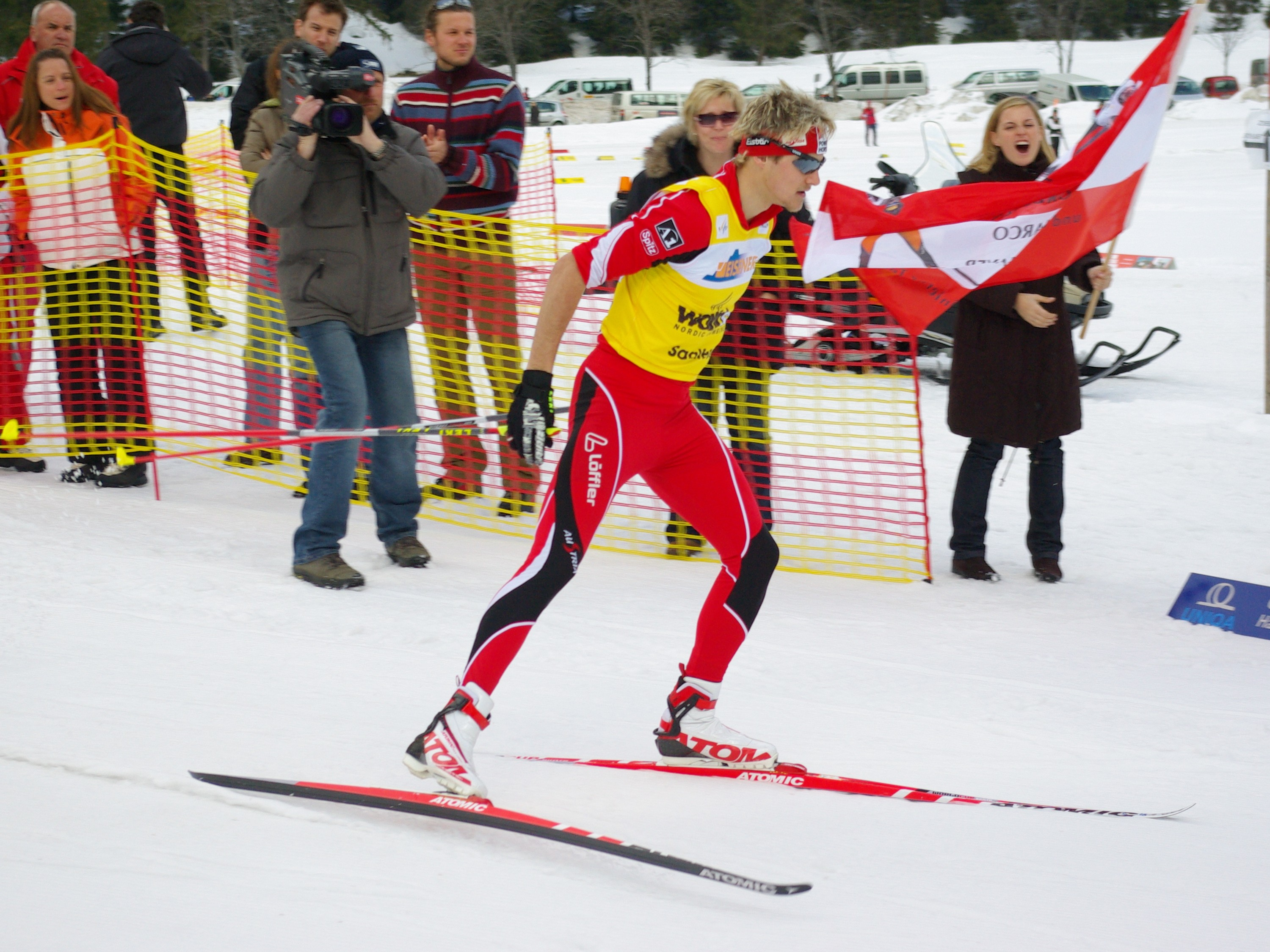
Marco Pichlmayer im Langlaufbewerb der Nord. Kombination im B-Weltcup in Eisenerz 2008.

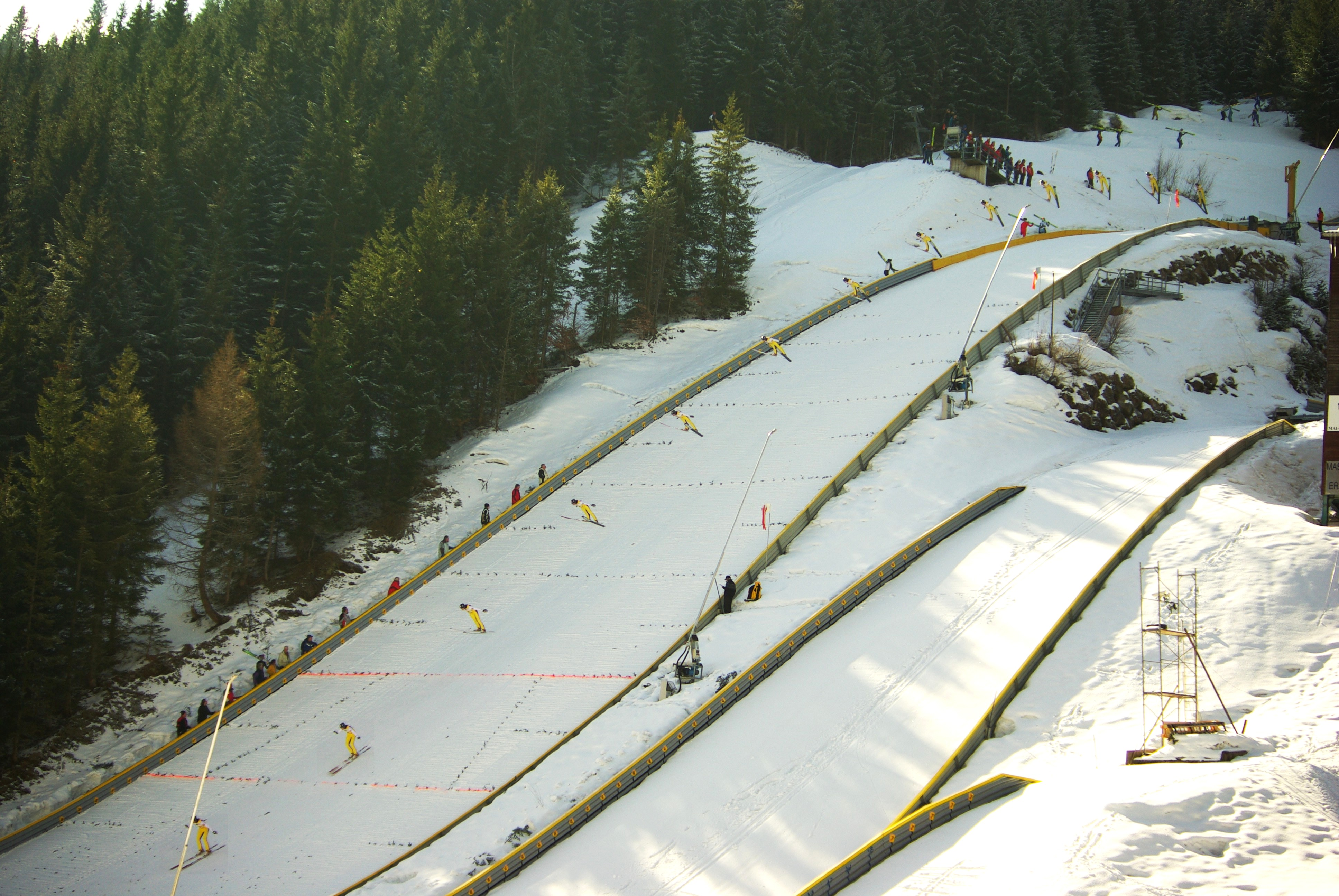
Sprungstudie (Probedurchgang Eisenerz 2008)

Marco Pichlmayer (* 27. Juli 1987 in Bad Aussee) ist ein österreichischer Nordischer Kombinierer.

## Karriere
Pichlmayer startet für den WSC Bad Mitterndorf. Nach ersten Erfolgen in Schülerbewerben und im Austriacup gelangte er in den A-Kader des ÖSV. Bei Juniorenweltmeisterschaften gewann er im Jahr 2006 die Silbermedaille im Teambewerb und 2007 die Silbermedaille im Gundersen-Bewerb sowie die Goldmedaille im Teambewerb. Im B-Weltcup der Nordischen Kombination war Pichlmayer erstmals im Jänner 2005 am Start. In der Saison 2007/08 gelang ihm mit drei Einzelsiegen und mehreren Podiumsplätzen der Gewinn in der Gesamtwertung. Im A-Weltcup war er erstmals im März 2006 im finnischen Lathi am Start, sein bisher bestes Weltcup-Ergebnis ist ein 6. Platz in Chaux-Neuve am 1. Februar 2009. Bei der nordischen Skiweltmeisterschaft in Liberec 2009 erreichte Pichlmayer bei seinen ersten und einzigen Start am 28. Februar 2009 auf der Großschanze den 18. Platz. In den folgenden Jahren erreichte er im Continentalcup einige Siege und Podestplätze, konnte aber nicht mehr an die bisherigen Ergebnisse im Weltcup anschließen.
Seinen bisher weitesten Flug von circa 190 Meter stellte Pichlmayer am 13. Januar 2016 beim Einfliegen am Kulm auf. Zwei Wochen später beim Continentalcup in Pyeongchang (Südkorea) wurde Marco bei seinen letzten Wettkämpfen 3. und 2., danach beendete er die sportliche Karriere als Nordischer Kombinierer beim Weltcup-Triple in Seefeld (30. Januar 2016).

## Sportliche Erfolge
Junioren-Weltmeisterschaften
| WM   | Rennort  | Datum           | Disziplin | Resultat |
| ---- | -------- | --------------- | --------- | -------- |
| 2006 | Medvode  | 3. Februar 2006 | Team      | Silber   |
| 2007 | Tarvisio | 14. März 2007   | Gundersen | Silber   |
| 2007 | Tarvisio | 16. März 2007   | Team      | Gold     |

Weltcup (64 Weltcupstarts)
- 6. Platz Chauxe Neue 2009
- 3. Platz Team Schonach 2010
- 3. Platz Team Oberstdorf 2014

Continentalcup / B-Weltcup
- Gesamtsieger 2008
- 26 Podestplätze, 6 Siege

Weitere Erfolge
- Gesamtsieg im Austriacup 2004 und 2006
- Gesamtsieg Sommer-Alpencup 2006